# فرودگاه چیندانت
فرودگاه چیندانت (به انگلیسی: Chindant) یک فرودگاه نظامی است که یک باند فرود بتن دارد و طول باند آن ۲۵۰۰ متر است. این فرودگاه در کشور روسیه قرار دارد و در ارتفاع ۶۷۱ متری از سطح دریا واقع شده‌است.